# Pyromani
Pyromani er en sygelig opsættelse eller trang til ildspåsættelse. En sådan person benævnes en pyroman.
Årsagen til denne mani kan ofte tilskrives sorg og/eller ensomhed, der afføder en vrede, som så udmunder i, at aggressionerne får afløb ved ild. Ofte kan en pyroman ikke forestille sig faren ved at sætte ild til f.eks. en etageejendom.
Brandstiftelse er strafbart. I Danmark straffes brandstiftelse efter straffeloven. 